# 泰涅
泰涅，是匈牙利杰尔-莫雄-肖普朗州所辖的一个村。总面积26.38平方公里，总人口1556，人口密度59.0人/平方公里（2011年1月1日）。